# Cybaeus huadian
Espèce
Cybaeus huadian est une espèce d'araignées aranéomorphes de la famille des Cybaeidae.

## Distribution
Cette espèce se rencontre en Chine au Jilin vers Huadian et en Russie dans le kraï du Primorié,,.

## Description
La femelle holotype mesure 10,12 mm.
Les femelles mesurent de 8,83 à 9,33 mm.

## Étymologie
Son nom d'espèce lui a été donné en référence au lieu de sa découverte, Huadian.

## Publication originale
- Lin, Marusik, Gao, Xu, Zhang, Wang, Zhu & Li, 2021 : « Twenty-three new spider species (Arachnida: Araneae) from Asia. » Zoological Systematics, vol. 46, no 2, p. 91-152.